# 얀 셰러
얀 셰러(독일어: Jan Scherrer, 1994년 7월 11일~)는 스위스의 전직 스노보드 선수로 주 종목은 하프파이프이다. 2022년 동계 올림픽에서 남자 하프파이프 동메달을 획득했고 세계 선수권 대회에서 동메달 2개를 획득했다.

## 대회 기록

### 올림픽
| 년도 | 대회일   | 장소   | 종목         | 결과 | 메달 |
| ---- | -------- | ------ | ------------ | ---- | ---- |
| 2014 | 2월 8일  | 소치   | 슬로프스타일 | 19위 |      |
| 2014 | 2월 11일 | 소치   | 하프파이프   | 18위 |      |
| 2018 | 2월 14일 | 평창   | 하프파이프   | 9위  |      |
| 2022 | 2월 11일 | 베이징 | 하프파이프   | 3위  |      |